# Пришиб (селище)
Приши́б — селище в Україні, у Михайлівській селищній громаді Василівського району Запорізької області.

## Географія
Селище Пришиб розташоване за 86 км від обласного центру, 29 км від районного центру та 9 км від адміністративного центру селищної громади. Через селище пролягають автошлях територіального значення Т 0810 та залізнична лінія Запоріжжя — Федорівка, на якій знаходиться однойменна залізнична станція.

## Історія
Виникнення селища пов'язано зі спорудженням у другій половині XIX століття Лозово-Севастопольської залізниці. У 1874 році на місці, де новозбудована колія перетинала ґрунтовий шлях Нікополь — Великий Токмак, поблизу волосного центру села Михайлівки споруджено станцію, що теж отримала назву Михайлівки. Навколо неї почали селитися спочатку її будівельники, а згодом — залізничники.
У 1894 році Лозово-Севастопольська залізниця об'єднана з Курсько-Харково-Азовською. На ділянці останньої вже була станція під такою ж назвою — Михайлівка. Отже, щоб уникнути плутанини, таврійську станцію й селище при ній було перейменовано в Пришиб. Назва селища походить від старослов'янського «пришибь», що означає — яр при крутому повороті річки. Назву перенесли сюди селяни Кобеляцького повіту Полтавської губернії, які до переселення у Таврію жили в слободі Пришиб поблизу містечка Келеберди.
З початком німецько-радянської війни від Пришибської сільської ради добровільно вступило до лав Червоної армії близько 800 чоловіків. Тих, хто пішов на фронт, замінили жінки, підлітки, літні люди. Чимало колгоспниць сіло за кермо трактора, очолили ланки та ферми.
4 вересня 1941 року німецька авіація завдала авіаудару по Пришибу, внасалідок якого зруйновано залізничну станцію, елеватор, приміщення шкіл, МТМ, ферм, чимало житлових будинків; загинуло багато мирних жителів. Коли наблизився фронт, за Урал евакуювали значну кількість колгоспного добра, худоби й устаткування, створили винищувальний батальйон.
4 жовтня 1941 року німецько-фашистські війська захопили Пришиб. Відразу ж почалися арешти й розстріли комуністів, комсомольців, безпартійних радянських активістів, які не встигли евакуюватися. Окупанти грабували населення, понад 120 юнаків і дівчат примусово відправлено на роботи до Німеччини.
27 жовтня 1943 року воїни 823-го полку 301-ї гірничо-стрілецької дивізії 5-ї ударної армії зайняли Пришиб, вибивши з нього німецько-фашистські війська. У бою за селище загинуло 137 бійців Червоної армії. На честь пам'яті воїнів-визволителів облаштована братська могила та встановлено пам'ятник.
10 травня 1957 року населеному пункту надано статус селища міського типу.
12 червня 2020 року, відповідно до розпорядження Кабінету Міністрів України № 713-р «Про визначення адміністративних центрів та затвердження територій територіальних громад Запорізької області», село увійшло до складу Михайлівської селищної громади.
19 липня 2020 року, в результаті адміністративно-територіальної реформи та ліквідації Михайлівського району, село увійшло до складу новоутвореного Василівського району.
У 2022 році, невдовзі після початку повномасштабного російського вторгнення України Пришиб тимчасово окупований російськими загарбниками.
26 січня 2024 року в Україні набув чинності Закон № 3285-IX, який передбачає дерадянізацію адміністративно-територіального устрою України, то ж селище міського типу Пришиб набуло статусу селища.

## Населення
| 1959 | 1979 | 1989 | 2001 | 2019 |
| ---- | ---- | ---- | ---- | ---- |
| 5116 | 4467 | 4067 | 3495 | 3110 |

### Мова
Розподіл населення за рідною мовою за даними перепису 2001 року:
| Мова            | Кількість | Відсоток |
| --------------- | --------- | -------- |
| українська      | 2811      | 80.15%   |
| російська       | 668       | 19.05%   |
| циганська       | 11        | 0.32%    |
| вірменська      | 7         | 0.20%    |
| білоруська      | 5         | 0.14%    |
| інші/не вказали | 5         | 0.14%    |
| Усього          | 3507      | 100%     |

## Економіка
- Нафтобаза.
- Ремонтний завод (оголошений банкрутом та ліквідований у 2003 році)[6].
- ПАТ «Михайлівський райагропостач»[7].
- Пришибський елеватор[8].

## Об'єкти соціальної сфери
- Середня загальноосвітня школа.
- Лікарня.
- Дитячий дошкільний навчальний заклад.

## Цікаві факти
На північно-західній частині від Пришибу знаходилося 22 кургани епохи бронзи, скіфського часу та середньовіччя. Але внаслідок самовільних розкопок селянами курганів у першій половині XX століття вже станом на 1988 рік їх залишилось лише 6